# Johannes Schaefer
Johannes Schaefer (* 20. Juli 1963 in Bad Cannstatt) ist ein deutscher Sänger, Schauspieler, Sprecher, Regisseur und Gesangslehrer. Er lebt und arbeitet in Hamburg.

## Leben und Wirken
Schaefer machte nach der Fachhochschulreife an der Freien Waldorfschule in Reutlingen eine Maurerlehre und studierte anschließend Sozialpädagogik in Hamburg. Seinen künstlerischen Werdegang begann er 1993 mit der Ausbildung „Gesang und Bewegung“ an der Monsun-Schule in Hamburg und wechselte 1995 an das KUNSTWERK e. V. in die Weiterbildung „3 Wege des Ausdrucks – Gesang, Tanz und Schauspiel“. Er nahm Unterricht bei Frank Curtis (Musical), Gilles Petit (modaler Gesang), Iris Moore (Jazz), Juri Vasiljev (Stimme), Thomas Niese (Rhythmus), YANCI (Pantomime), Susanne Christmann und Adam Breadpiece (Freie Bewegung). Er studierte zwei Jahre am Musikseminar Hamburg bei Holger Lampson (klassischer Gesang) und Michael Hartenberg (Chorleitung). Anschließend absolvierte er eine Schauspielausbildung zunächst am Michael Tschechow Studio Berlin, dann an der Hamburger Schule für Sprech- und Schauspielkunst, die er 2003 mit der Bühnenreifeprüfung abschloss.
Er ist tätig als Schauspieler, Sprecher, Regisseur und musikalischer Leiter bei Theaterproduktionen (u. a. „Elfen im Park“, Theater Mignon, Theater ik’s, HefE – Hamburgs einfaches freies Ensemble, Hörspielproduktionen, Kurzfilme, eigene Produktionen) und Dozent für Gesang, Schauspiel und Bewegung.
Er gründete 1996 die „Chansonerie – Schule für Bühnengesang, Musik und Schauspiel“ in Hamburg. Von 2008 bis 2016 leitete er die Abraxas Gesangsschule. Sein Gesangsunterricht zeichnete sich durch eine ganzheitliche und einfühlsame Herangehensweise aus. Er lehrte Rhythmen auf der Basis von TaKeTiNa. Stimmbildung und Stimmtraining erfolgten durch achtsames Üben, unter anderem durch Singen von Ragas auf der Basis der Töne der indischen Tonskala: sa-re-ga-ma-pa-da-ni.
Zusammen mit Evgeni Mestetschkin leitet Schaefer seit 2011 die anerkannte Schauspielschule mit BAföG-Berechtigung: „iact – Schauspielschule für Film und Theater“ in Hamburg,
2014 spielte er in der Krimiserie „SOKO Wismar“ eine Episodenrolle. Seit 2010 führt Johannes Schaefer regelmäßig bei Theaterproduktionen in kleineren Off-Theatern Regie. So brachte er 2016 die Uraufführung des Stückes „Die Jungfernfahrt – Arm in Arm, Leben und Sterben auf der Titanic“ von Otto Junggeburth auf die Bühne. Finanziert wurde die Theater-Performance-Produktion als Crowdfunding-Projekt.